# Kostel svatého Jakuba Většího (Benešov nad Černou)
Kostel svatého Jakuba Většího v Benešově nad Černou ve východní části okresu Český Krumlov v Jihočeském kraji pochází ze začátku 14. století. Kostel vznikl rozšířením původní kaple. Tato významná sakrální památka, která je dokladem proměny církevní stavby od středověku až po novověk, je zapsána na Ústředním seznamu nemovitých kulturních památek České republiky a je součástí městské památkové zóny Benešov nad Černou, vyhlášené v roce 1995.

## Popis stavby
Kostel je jednolodní, s trojboce ukončeným presbytářem a se sakristií na severní straně.

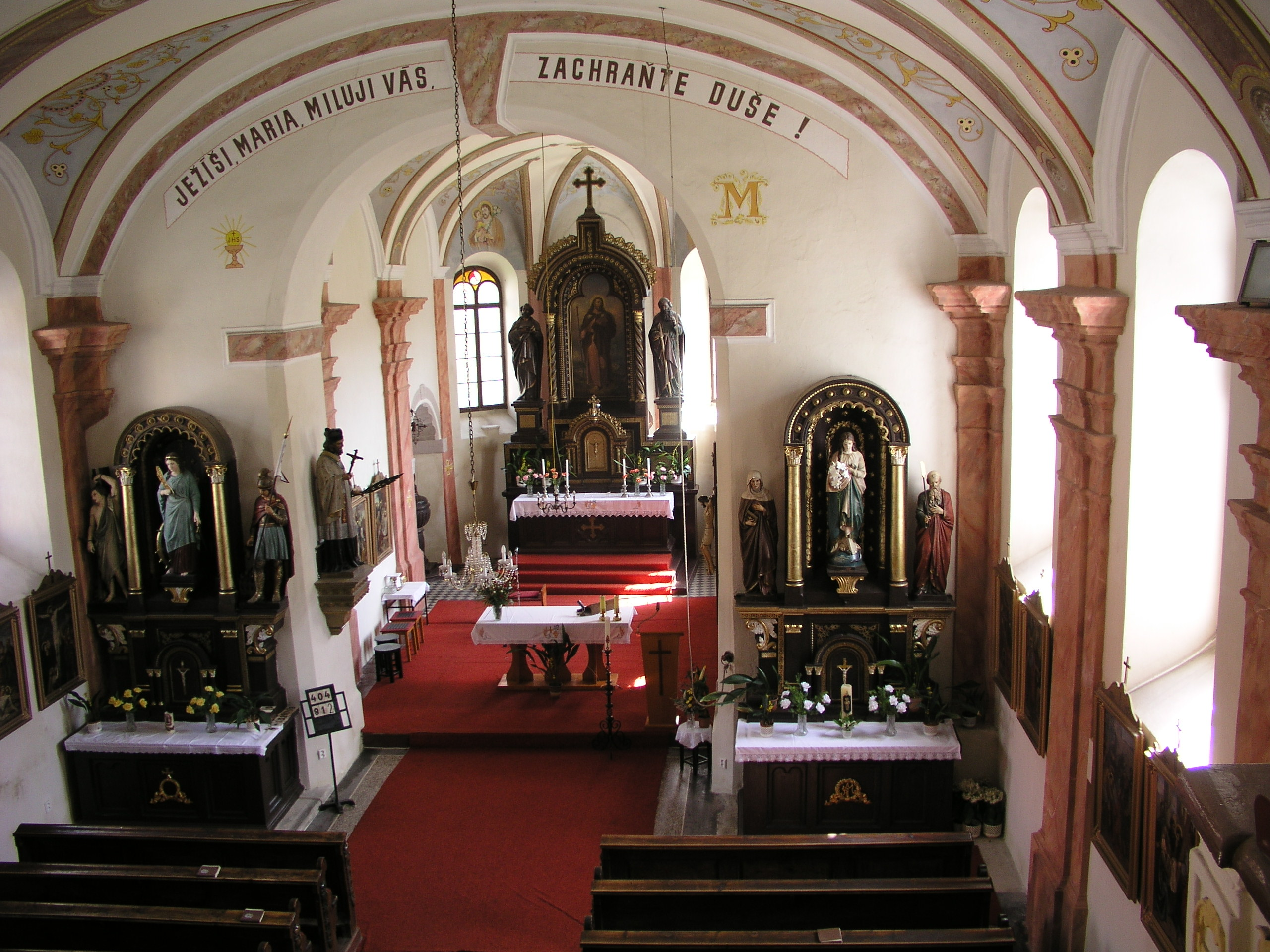
Barokní interiér kostela

Přístup na kruchtu kostela je po stranách západní věže, kde se nacházejí i kaple. Klenutá kruchta je pozdně gotická. Klenby uvnitř kostela, stejně jako fasády, úprava průčelí a věže pocházejí ze 17. století. Střechu kostela pokrývají bobrovky, stříšky opěráků kruchty jsou kryty prejzy. Cibulovité zakončení kostelní věže pokrývá měděný plech. Odchylka osy kostela od směru východ-západ činí 9,99°.

### Zařízení kostela
Autorem obrazu na hlavním oltáři je Bedřich Kamarýt. Kazatelna je barokní z 18. století. Kamenná křtitelnice pochází ze 17. stol.

## Historie
První písemná zmínka o Benešově nad Černou pochází z roku 1332 v souvislosti s přestavbou místní kaple sv. Jakuba Většího do podoby kostela.
Obvodové zdivo kostelní lodi, západní věž a kněžiště pocházejí přinejmenším ze 14. století. Původně gotický kostel byl přestavěn v barokním slohu kolem roku 1630, kdy vznikla jeho současná podoba. Po roce 1945 kostel chátral a následně pak až v 90. letech 20. století proběhla jeho celková rekonstrukce.